# Ciropteryx
Ciropteryx là một chi bướm đêm thuộc họ Geometridae.